# Park Jeong-ah
Park Jeong-ah (ur. 26 marca 1993) – południowokoreańska siatkarka, grająca jako atakująca. Obecnie występuje w drużynie IBK.